# Aereo Radio Pilotato
L'Aereo Radio Pilotato (ARP) fu un velivolo da bombardamento radioguidato concepito da Ferdinando Raffaelli, ingegnere ed ufficiale della Regia Aeronautica, sviluppato a partire dal 1940, poco dopo l'ingresso dell'Italia nella seconda guerra mondiale e rimasto a livello di prototipo. Fu impiegato senza successo durante la battaglia di mezzo agosto.
Successivi prototipi, anche nella versione denominata AR 4 ("Assalto Radioguidato"), stavano per entrare in azione l'8 settembre del 1943 contro la flotta angloamericana impegnata nello sbarco a Salerno quando il loro impiego fu annullato per il sopravvenuto annuncio dell'armistizio tra Regno d'Italia ed Alleati.

## Il concetto
Il concetto di un velivolo senza pilota fu sviluppato nel quadro della pianificazione dell'offesa aeronautica in vista delle "operazioni antinave" nell'area mediterranea. L'insufficiente numero di aerei d'assalto a disposizione della Regia Aeronautica e le loro caratteristiche, infatti, non consentivano aspettative di grandi risultati dal semplice utilizzo dell'armamento di caduta, che poteva essere impiegato dai bombardieri italiani contro i ponti corazzati delle grandi navi della Mediterranean Fleet (la flotta della britannica Royal Navy assegnata al controllo del mar Mediterraneo).
L'idea di base fu quella di utilizzare quei bombardieri trimotori Savoia-Marchetti S.M.79 che fossero ormai a fine servizio ed in procinto di essere radiati dalla linea di volo, e di trasformarli in vere e proprie "bombe volanti" da teleguidare contro l'obiettivo, aumentandone in tal modo il carico bellico e la precisione, oltre a salvaguardare i piloti dal grave rischio dovuto alla potenza del fuoco contraereo delle navi da guerra.
Nella progettazione e realizzazione del sistema d'arma Raffaelli si avvalse della collaborazione dell'ingegnere capitano Emilio Montuschi per lo sviluppo del complesso di radio guida, del pilota ed asso Mario De Bernardi, che aveva già concepito un sistema di "comandi riuniti" per la guida del velivolo (ridotti a due), dell'ingegnere capitano Cesare Cremona per lo studio ed il calcolo delle traiettorie e di ulteriori tecnici militari per l'implementazione di un sistema di autopilota per S.M.79 realizzato dall'ingegnere Leandro Cerini.

## Caratteristiche

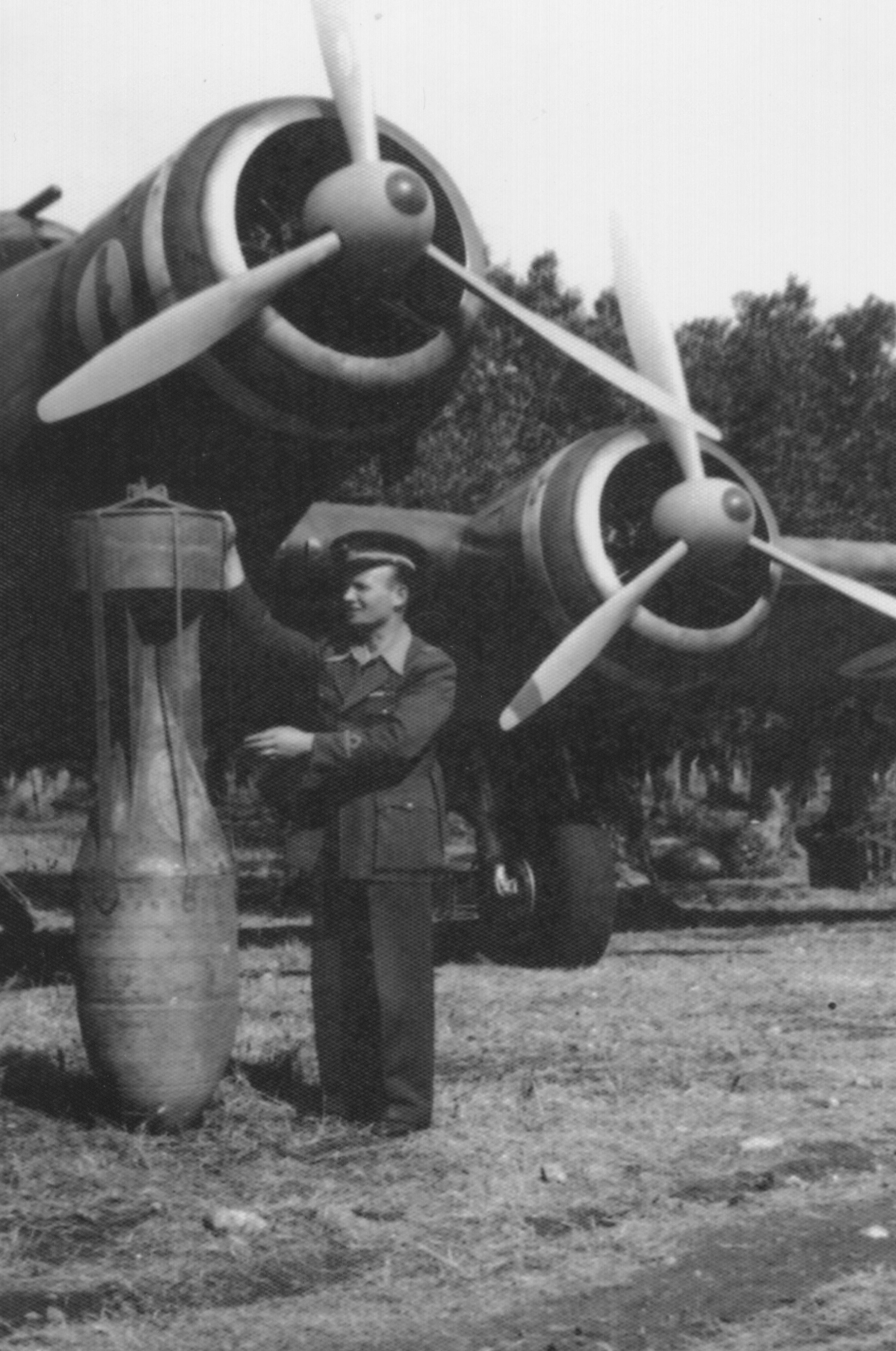
Una bomba da 250 kg, calibro massimo consentito per la stiva dell'S.M.79.

Il prototipo fu creato a partire da un S.M.79, detto "ARP", condotto da una stazione di radio guida a bordo di un bombardiere CANT Z.1007B detto aereo "P", ossia "Pilota".
Il sistema di radio guida fu creato sotto la guida di Montuschi trasformando gli apparati radiotelegrafici ad onde corte allora in dotazione, il ricevitore RA-18 a bordo dell'ARP ed il trasmettitore 320-ter a bordo dell'aereo P.
Venivano impiegati due canali in trasmissione, ognuno destinato ad agire su ciascuno dei due comandi aerodinamici sviluppati dal de Bernardi. In tal modo era possibile teleguidare l'ARP contemporaneamente sia in quota che in direzione. Per il decollo, al fine di semplificare il sistema, non era previsto un congegno automatico radioassistito: l'ARP veniva portato in volo da un pilota che, una volta giunto in quota di crociera ed attivati l'autopilota ed il sistema ricevente e di teleguida, abbandonava l'aereo lanciandosi con il paracadute. A quel punto il controllo passava all'aereo "P" che, tenendosi costantemente a circa 4000 metri in coda, seguiva il velivolo sino all'obiettivo.
L'aereo radioguidato fu soprannominato "canarino" perché il prototipo era dipinto di giallo, al fine di renderlo meglio visibile dall'aereo "P", specialmente quando si trovasse alla massima distanza. Lo sviluppo del sistema di radioguida - del tutto inedito ed all'avanguardia per l'epoca - richiese circa due anni, necessari a superare notevoli problemi pratici, dettati anche dall'esiguità dei mezzi a disposizione e dall'utilizzo di apparati riadattati, piuttosto che sviluppati all'uopo.
All'ARP era assicurata, con uno speciale sistema di aggancio, una bomba da 1000 kg.
Secondo il profilo ideale d'attacco, l'ARP non avrebbe dovuto schiantarsi direttamente contro la nave avversaria, ma avrebbe dovuto approssimarvisi quanto più possibile e planare sulla superficie marina ove, all'impatto, il sistema di aggancio avrebbe liberato automaticamente la bomba; questa, per inerzia, avrebbe raggiunto lo scafo in prossimità della linea di galleggiamento, causando pertanto i maggiori danni possibili.
Sulla bomba erano previste sia una spoletta d'urto, qualora il velivolo avesse raggiunto comunque la nave, sia una inerziale, che avrebbe "registrato" il brusco rallentamento impartito dall'acqua alla bomba una volta sganciata.

## La battaglia di mezzo agosto
I lunghi tempi di sviluppo del sistema d'arma - per altro neanche troppo estesi, visti lo sviluppo di fatto artigianale del mezzo e le sfide tecniche poste da un sistema per l'epoca avveniristico - non resero possibile l'entrata in linea dell'ARP, neanche come prototipo operativo, prima della metà del 1942.
Nel bel mezzo della battaglia di mezzo agosto, il 12 agosto 1942, il primo ARP destinato ad un obiettivo bellico si levò in volo dall'aeroporto di Villacidro (Sardegna meridionale) ai comandi del maresciallo pilota Mario Badii, diretto alla volta di una grande formazione navale britannica di scorta a un convoglio.
Tuttavia l'ARP, dopo aver volato regolarmente rispondendo ai comandi per qualche tempo, non giunse mai in vista dell'obiettivo designato.
L'aereo rimase infatti senza guida per un'avaria al sistema trasmittente dell'aereo P e, esaurito il carburante, andò a schiantarsi contro i monti dell'Algeria.
Secondo quanto riferito dal generale Raffaelli, il fallimento della missione fu causato dalla bruciatura di un dielettrico di un condensatore del sistema trasmittente, che non fu possibile sostituire a bordo dell'aereo P. Si trattò di un guasto che mai si era verificato durante i precedenti voli di prova, ascrivibile, sempre secondo Raffaelli, allo stress cui era sottoposto il materiale, sempre in trasmissione, ed alla cattiva qualità dei componenti "autarchici".

## Gli sviluppi successivi
Il fallimento della missione nella battaglia di mezzo agosto non scoraggiò il gruppo di sviluppo del progetto ARP. L'ingegnere e tenente colonnello Sergio Stefanutti propose di abbandonare il trimotore S.M.79 e di passare alla produzione in piccola serie di un velivolo monomotore teleguidabile estremamente semplice, dotandolo dei motori aeronautici appartenenti ad una partita che non aveva superato i controlli di qualità necessari all'uso su velivoli di linea. Anche in questo caso il decollo sarebbe stato affidato ad un pilota che avrebbe poi dovuto abbandonare l'aereo e lanciarsi con il paracadute.
Il nuovo progetto, ala quale venne assegnata la designazione AR ("Assalto Radioguidato"), che prevedeva la produzione di sei velivoli, fu preso in carico da un'azienda con base a Cantù, la "Aeronautica Lombarda", con la collaborazione dei propri tecnici e la benedizione degli ingegneri Frati e Preti.
L'AR 4 effettuò i primi voli di prova all'inizio del 1943, mentre veniva completata la messa a punto, sotto la direzione di Raffaelli, di un sistema di trasmissione migliorato, che avrebbe dovuto essere montato a bordo di un Macchi M.C.202, un caccia veloce che doveva assumere il ruolo di aereo "P".
Entro i primi di agosto del 1943 erano disponibili e pronti all'impiego un aereo P, due ARP basati su S.M.79 e due AR 4.
Nella giornata dell'8 settembre 1943 Raffelli stava disponendo l'impiego di tali mezzi al fine di attaccare la flotta angloamericana che si dirigeva verso Salerno nell'ambito dell'Sbarco a Salerno, ma l'annuncio dell'armistizio tra Italia ed Alleati, fece annullare anche questa missione.
Al piccolo ma tenace gruppo che caparbiamente aveva perseguito il primo progetto di aereo militare teleguidato per tutta la durata del conflitto non rimase che il compito di provvedere alla distruzione degli apparecchi esistenti e della documentazione relativa allo sfortunato sistema.